# الحسانات
قرية الحسانات هي إحدى القرى التابعة لمركز أبو تشت في محافظة قنا في جمهورية مصر العربية. حسب إحصاءات سنة 2006، بلغ إجمالي السكان في الحسانات 11131 نسمة، منهم 5437 رجل و5694 امرأة.